# Nynorska
Nynorska (norska: nynorsk) är en av de två officiella målformer som tillsammans utgör det norska skriftspråket. Den andra målformen benämns bokmål. 
Före 1929 kallades nynorskan landsmål. Landsmålet blev ett jämställt, officiellt, sätt att skriva norska genom det så kallade Sidestillingsvedtaket, ett beslut av Stortinget 1885. Nynorska blev ett alternativ till riksmålet, som skriftligen var nästan identisk med danska. Landsmål bytte namn till nynorska 1929 efter ytterligare ett beslut i Stortinget. Än i dag finns ingen ”riksnorska”, men bokmål är dominerande  skriftspråk.

## Historia

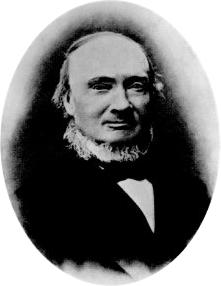
Ivar Aasen (1813–1896), grundaren av nynorskan.

Nynorskan som skriftspråk utvecklades från mitten av 1800-talet. Språkpolitiskt fanns det vid denna tid ett behov av att återupprätta det norska språket, eftersom endast det danska skriftspråket hade använts under den långa dansk-norska unionstiden. Filologen Ivar Aasen, bördig från Ørsta i Møre og Romsdal, drev tesen att ett genuint norskt språk hade överlevt i landets bygder utanför städerna. Det fjällrika landskapet har begränsat kommunikationen och motverkat språklig påverkan mellan olika regioner. Aasen ville undersöka språket i hela landet och företog många och långa vandringar, under vilka han nedtecknade folkspråket. 
Aasens arbete kan ses som en del av den nationalromantiska rörelsen i flera länder i Europa. Några år tidigare hade Per Christian Asbjørnsen och Jørgen Moe genomkorsat delvis samma bygder i arbetet med att nedteckna sagorna till samlingarna Norske folkeeventyr. Ungefär samtidigt med Aasens vandringar rodde och löpte Elias Lönnrot Finland runt på spaning efter grundstommen till nationaleposet Kalevala. I Estland arbetade Friedrich Reinhold Kreutzwald med en estnisk motsvarighet, Kalevipoeg, och i Riga samlade något senare Krišjānis Barons folkminnen i Johann Gottfried Herders anda. Franz Liszt skrev bland annat ungerska rapsodier med folkmusikinslag och i Schweiz kom alphornet till heders igen.
I Norge vaknade ett intresse för utveckling av den nationella kulturen, exempelvis med Edvard Griegs folkmusikinspirerade kompositioner, samt Henrik Ibsens och Bjørnstjerne Bjørnsons arbete som hade stor betydelse för framväxten av norsk litteratur. Före 1907 skrevs det mesta emellertid med dansk stavning.
Efter fyra år på resande fot utgav Ivar Aasen 1848 Det norske Folkesprogs Grammatik. 1850 kom Ordbog over det norske Folkesprog och 1853 Prøver af Landsmaalet i Norge som innehöll Aasens förslag på en ny norsk skriftspråksnorm, som en rekonstruerande kompromiss mellan dialekter främst från Vestlandet. 
1869 antogs bokstaven Å från Sverige som godkänt alternativ till stavningen AA för Å-ljudet, vilket 1938 blev obligatoriskt.
1885 antogs landsmål/nynorsk som jämställt det dansk-norska riksmålet i Norge. Redan 1889 publicerades Bibeln på nynorska, 15 år före bokmål.
1907, kort efter självständigheten från Sverige, reformerades riksmål/bokmål till ett norskt språk istället för dansk stavning, och 1929 beslutades om de nuvarande, mera neutrala namnen "bokmål" respektive "nynorsk". 
I samband med språkreformen 1938 behövde skolböckerna bytas ut överlag, och kommunerna valde så att en tredjedel av eleverna fick sin undervisning på nynorska 1943.
Från 1910-talet drev den norska staten en språkpolitik som syftade till att de bägge målformerna skulle närma sig varandra, så kallad samnorsk efter Moltke Moes initiativ, men motståndet blev till slut för starkt, framför allt från bokmålsanhängare, med en stor konflikt speciellt under 1950- och 1960-talen. Försök att minska konflikten gjordes på 1960-talet med en inrättad "språkfredskommitté". Sedan 2002 har samnorsksträvandet formellt avslutats, och försök görs inte längre att på politisk väg sammanslå olika slags skriven norska. 
Under den norska språkstriden har enstaka grupper strävat efter att ännu starkare framhäva de olika målformernas särart: några förespråkar høgnorsk, en konservativ form av nynorska, medan andra helst vill att en konservativ bokmålsform, riksmål, skall utgöra normen. Nynorsk är i sig mera puristisk än vad dialekterna är, som oftare kan ha inslag från danska och tyska.

## Nynorskans nuvarande ställning

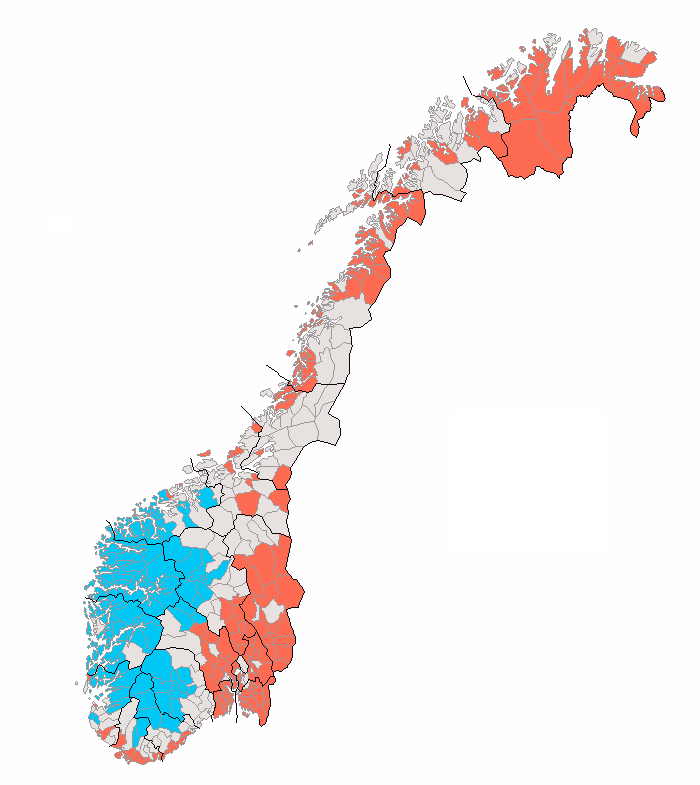
Karta över de norska kommunernas målform:
bokmål
nynorska
neutral

Uppskattningsvis 10–12 procent av Norges befolkning uppfattar nynorska som sitt skriftspråk, enligt det norska Språkrådet. Användningen är koncentrerad till de västnorska områdena, Rogaland (med undantag för Stavanger och Haugesund), Hordaland (med undantag för Bergen), Sogn og Fjordane samt Møre og Romsdal. Nynorskan har även en stark ställning i inre Aust-Agder, i synnerhet Setesdal, Buskerud, särskilt i Hallingdal, Oppland, särskilt i Valdres, och Telemark.
I Vestlandsområdet når andelen nynorskanvändare 45,2 procent och i övriga Norge 2,7 procent, enligt siffror från 2003 (dock inte i Sogn og Fjordane fylke som har 99,8 procent nynorskanvändare). Andelen har sjunkit under andra hälften av 1900-talet, efterkrigstiden. 10–11 procent av norska värnpliktiga uppger nynorska som sitt skrivspråk, 11 procent fyller i sin självdeklaration på blankett med förtryckt nynorska. Massmedia påverkar till försvagning av de lokala språkformerna och fördelar för de i massmedierna dominerande språken.
År 2002 hade 27 procent av de norska kommunerna nynorska som administrativt skrivspråk, medan 37 procent hade bokmål. Resterande 36 procent hade inte valt den ena målformen framför den andra. I skolan undervisas idag (2006) både i nynorska och bokmål. Varje norsk kommun bestämmer vilket av skriftspråken som skall vara det officiella administrationsspråket. Man har alltid rätt att vända sig till en myndighet på endera språket. I skolan kallas den språkform som föredras för hovedmål/hovudmål. Den andra målformen kallas "sidemål". 2002 hade 14,7 procent av eleverna i grundskolan nynorska som sitt skriftspråk. De allra flesta av dem hör hemma på Vestlandet. Bland bokmålstalande elever finns ibland ett motstånd mot nynorsk, och som i andra länder kan det finnas större incitament att prioritera storstädernas språk ur karriärsynpunkt och andra sociala skäl, än landsbygdens språk.
Av 4 549 utgivna trycksaker (böcker och andra former) 2000 var 8 procent på nynorska och 92 procent på bokmål. 6 procent av norska tidningar utges enbart på nynorsk och 5 procent på bägge målformerna. Vissa tidningar såsom Aftenposten och Verdens Gang har förbud mot nynorsk i redaktionell text.

## Namnet
Namnet ”nynorsk” används om den talade norska som omkring år 1500 utvecklats ur forn- och medeltidsnorskan, med grammatiska förenklingar, alltså i kontrast mot ”gammalnorsk”, som var betydligt mera enhetlig än dagens nynorska dialekter. Denna torde ha utgjort främsta grunden för flertalet dialekter som senare utvecklats. På 1600-talet hade norskan fallit ur bruk som skriftspråk, men levde vidare i lokala dialekter, där härskarklassens danska inte fick genomslag.

## Karakteristik
Nynorska är väsentligen baserat på västskandinaviska dialekter. Den skiljer sig från östskandinaviskan genom att den har bevarat betydligt mer av de fornnordiska diftongerna (i likhet med färöiskan och isländskan), där östnordiskan utvecklade monoftonger (till exempel i orden ”stein” för ”sten”, ”braut” för ”bröt”, ”skein” för ”sken”). En annan skillnad är vokalen u jämfört med östskandinaviskt o, som i orden ”ku” och ”bru” mot ”ko” och ”bro”. 
I den nynorska som återfinns i ordlistor, exempelvis Nynorsk ordliste, finns två slags ordformer: huvudformer och sidoformer. Huvudformerna är avsedda att användas i skolans läroböcker och inom administrationen i kommun, fylkeskommun samt i staten; sidoformerna räknas som fullt godtagbara alternativ för alla andra typer av språkanvändare, som till exempel skolelever. Det finns begrepp som kan uttryckas genom två eller flera jämställda huvudformer. Ett exempel är nynorskans jämställda former för pronomenet ”vi”: ”vi” och ”me”.

## Nynorska som talspråk
Nynorska är i första hand namnet på en skriftlig målform, och till skillnad från bokmålet är det få personer som rättar sitt tal efter nynorskans normal (om än en del dialekter, bland annat i delar av Sogn, kommer tämligen nära). I en slogan från 1970-talet sammanfattades den nynorska språktanken: "Snakk dialekt — skriv nynorsk!". Nynorska representerar inte en viss dialekt, utan en kompromiss. Talad nynorska förekommer emellertid i nyhetssändningarna i Dagsnytt och Dagsrevyen i NRK:s radio- och tv-kanaler. Särskilda teaterscener, som exempelvis Det norske teatret i Oslo spelar sina teaterföreställningar på nynorska. Skådespelare med särpräglade dialekter kan använda dem utan krav på anpassning. I förhållande till andra länder har de norska dialekterna högre status i det offentliga livet och kan gärna användas officiellt.

## Nynorska författare

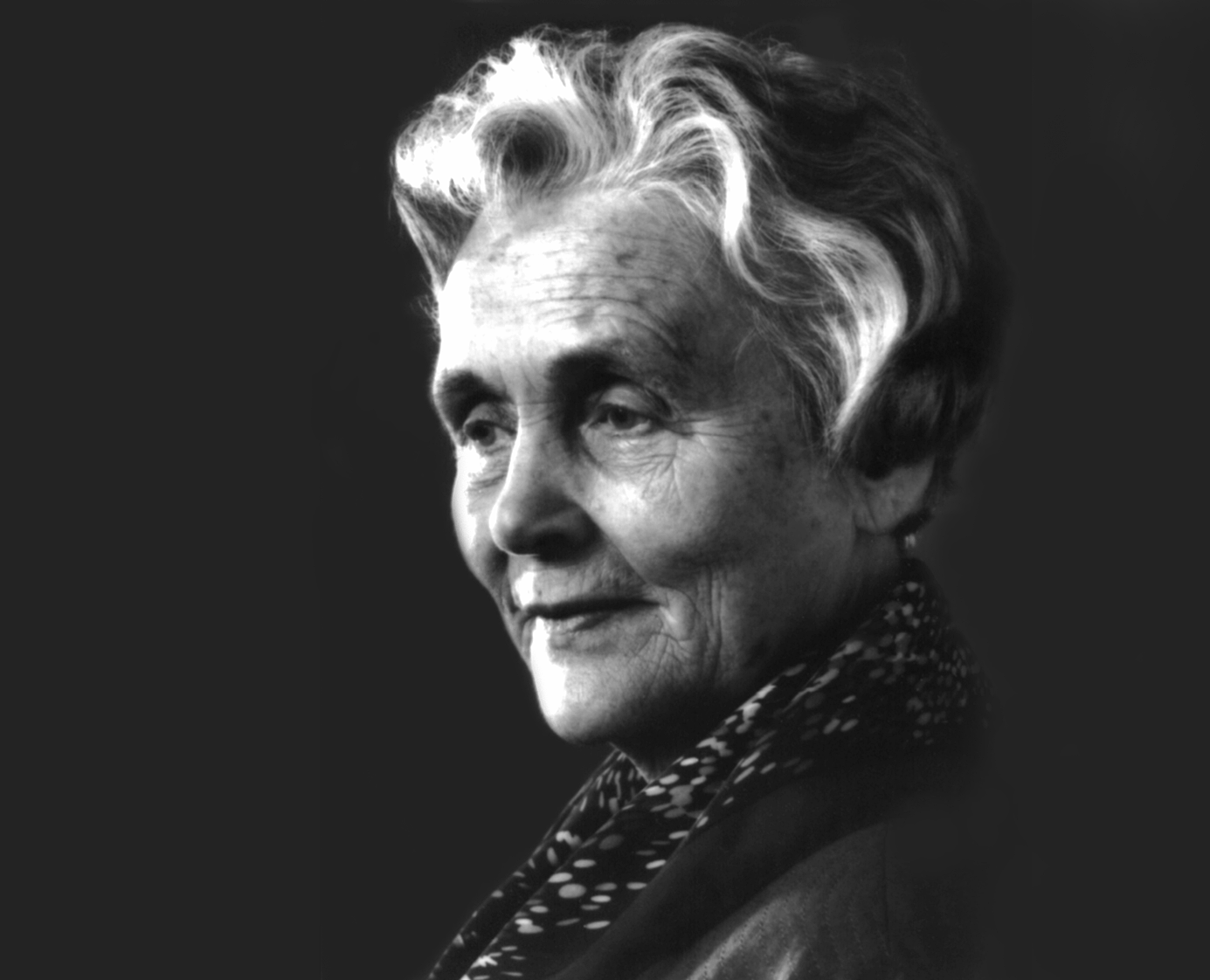
Halldis Moren Vesaas (1907–1995)

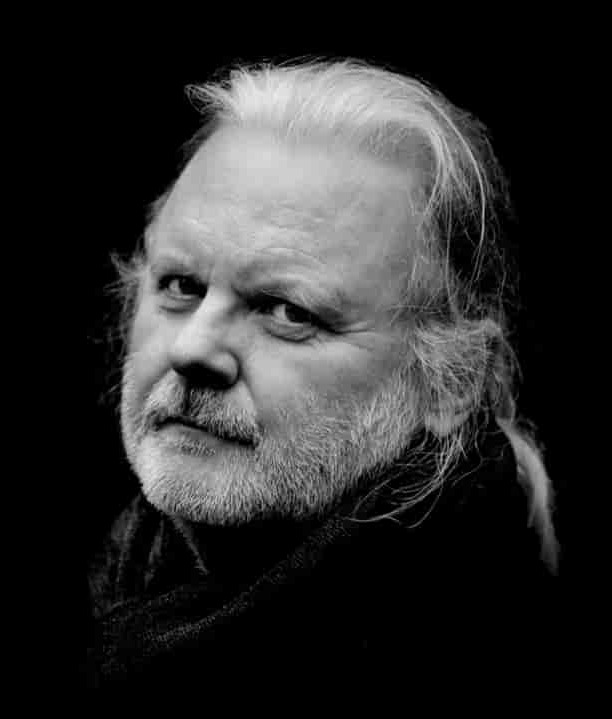
Jon Fosse (1959–)

- Olav Duun
- Kjartan Fløgstad
- Jon Fosse
- Arne Garborg
- Frode Grytten
- Olav H. Hauge
- Halldis Moren Vesaas
- Tarjei Vesaas